# Projet Chanology

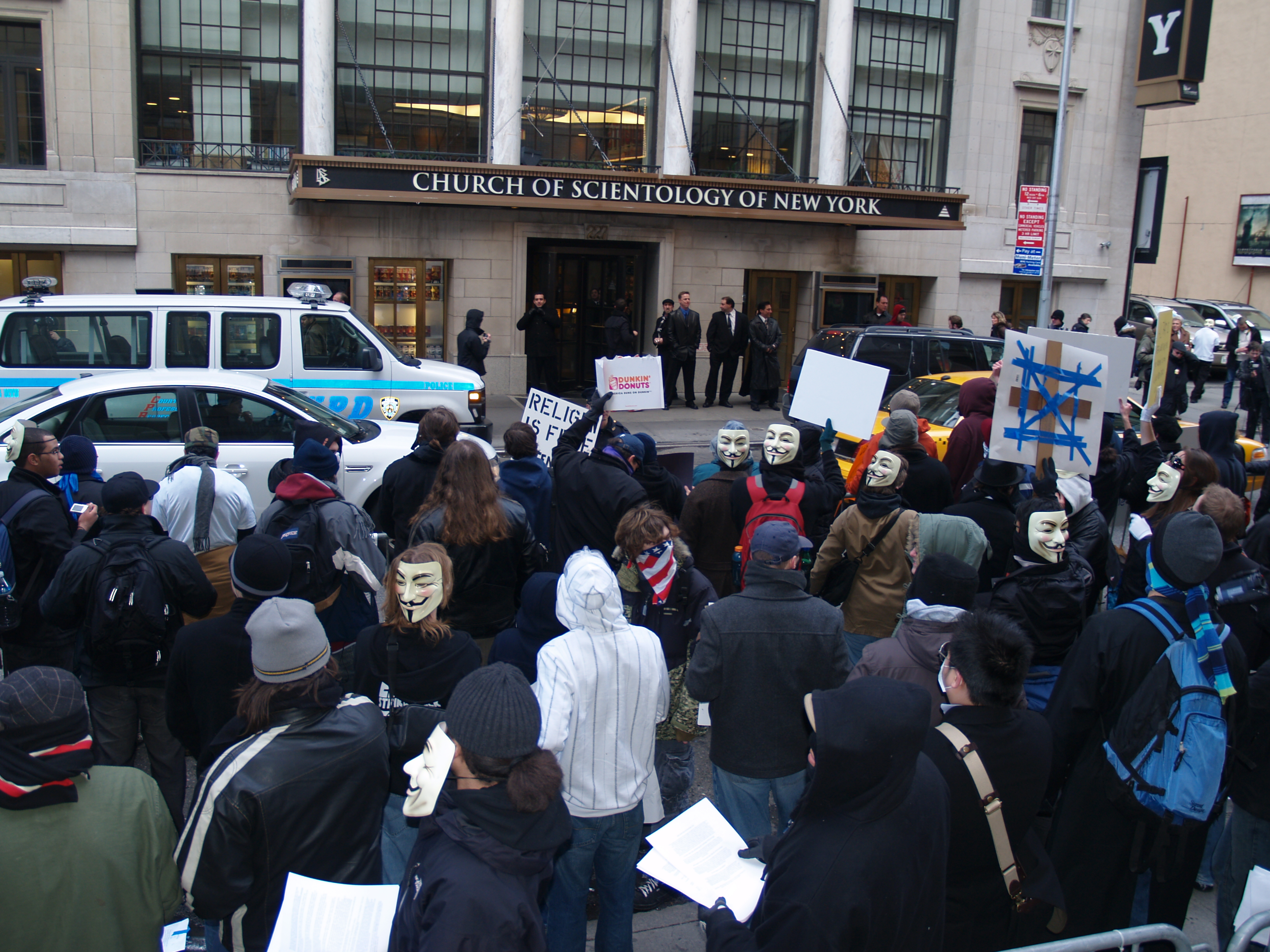
Manifestation à New York, États-Unis.

Le Projet Chanology est le nom donné à une série d'attaques informatiques contre l'Église de scientologie menées par la communauté Anonymous du BBS 4chan à la fin du mois de janvier 2008 ainsi qu'aux manifestations mensuelles pacifiques du même groupe qui ont eu lieu par la suite. Le nom Chanology est issu de la contraction des noms Chan (dérivé du nom du BBS 4chan) et Scientology. Anonymous est une communauté hétéroclite et sans hiérarchie apparente. L'apparition du Project Chanology révèle cependant que ses membres ne sont pas de simples marginaux, mais aussi pour partie des intellectuels attachés à la défense de la liberté de pensée[non neutre].

## Déclenchement
Les attaques désignées sous le nom de Projet Chanology ont été motivées par ce qui a été perçu comme une tentative de censure de la part de la scientologie. Une vidéo de prosélytisme à usage interne à la scientologie où Tom Cruise glorifie les scientologues a en effet été publiée sans accord sur plusieurs sites de partage vidéo dont YouTube. Cette vidéo, dont les droits de représentation sont possédés par l'Église de scientologie, a été retirée de ces sites à la suite de demande des avocats représentant la scientologie. La plupart des sites retirent alors la vidéo incriminée. Ce retrait est ressenti comme une censure insoutenable par un groupe de personnes se désignant par le pseudonyme d'Anonymous. 
Anonymous poste une vidéo sur YouTube expliquant qu'il entreprend une série d'attaques. Cette première intervention est suivie d'une autre, appelant à une « mobilisation » des internautes. Plusieurs autres communications suivront. La voix entendue sur les vidéos est une voix de synthèse numérique, afin de rendre impossible toute identification par l'office des affaires spéciales de la scientologie, un groupe d'hommes qui peuvent utiliser tous moyens d'intimidation pour défendre la scientologie (voir Fair game (en)). Plusieurs sites internet sociaux, comme Digg, reprennent et amplifient le message d'Anonymous.
Peu de temps après, Anonymous déclare être responsable des attaques informatiques de déni de service contre les sites de l'Église de Scientologie. L'information est alors reprise sur plusieurs sites d'informations,, y compris français.

## Changements de cap pourAnonymous
Mark Bunker, de la chaine Xenu TV, qui se définit lui-même comme étant un 'critique contre la scientologie', intervient et incite à ne pas utiliser d'actions illégales, et propose au contraire de s'attaquer à la scientologie via des moyens légaux, en particulier en s'attaquant aux statuts d'exemption fiscale.
À partir de ce moment, le groupe tente de s'organiser de manière plus pacifique et d'adopter des actions légales pour dénoncer en partie les actions de la scientologie, et surtout le cas de Lisa McPherson.

## Nouvelles attaques contre les sites
Après le retour des sites de la scientologie sur de nouveaux serveurs mieux protégés, de nouvelles attaques à base de bombardement Google ont eu lieu. Ainsi, pendant plusieurs jours, les recherches du mot « scientologie » sur le moteur Google proposaient aux internautes des sites d'opposants à l'organisation.
Ces attaques sont en majeure partie considérées[Qui ?] comme étant le travail d'une partie des membres d'Anonymous en désaccord avec la voie pacifique adoptées par la majorité du mouvement Chanology[source insuffisante].

## Manifestations

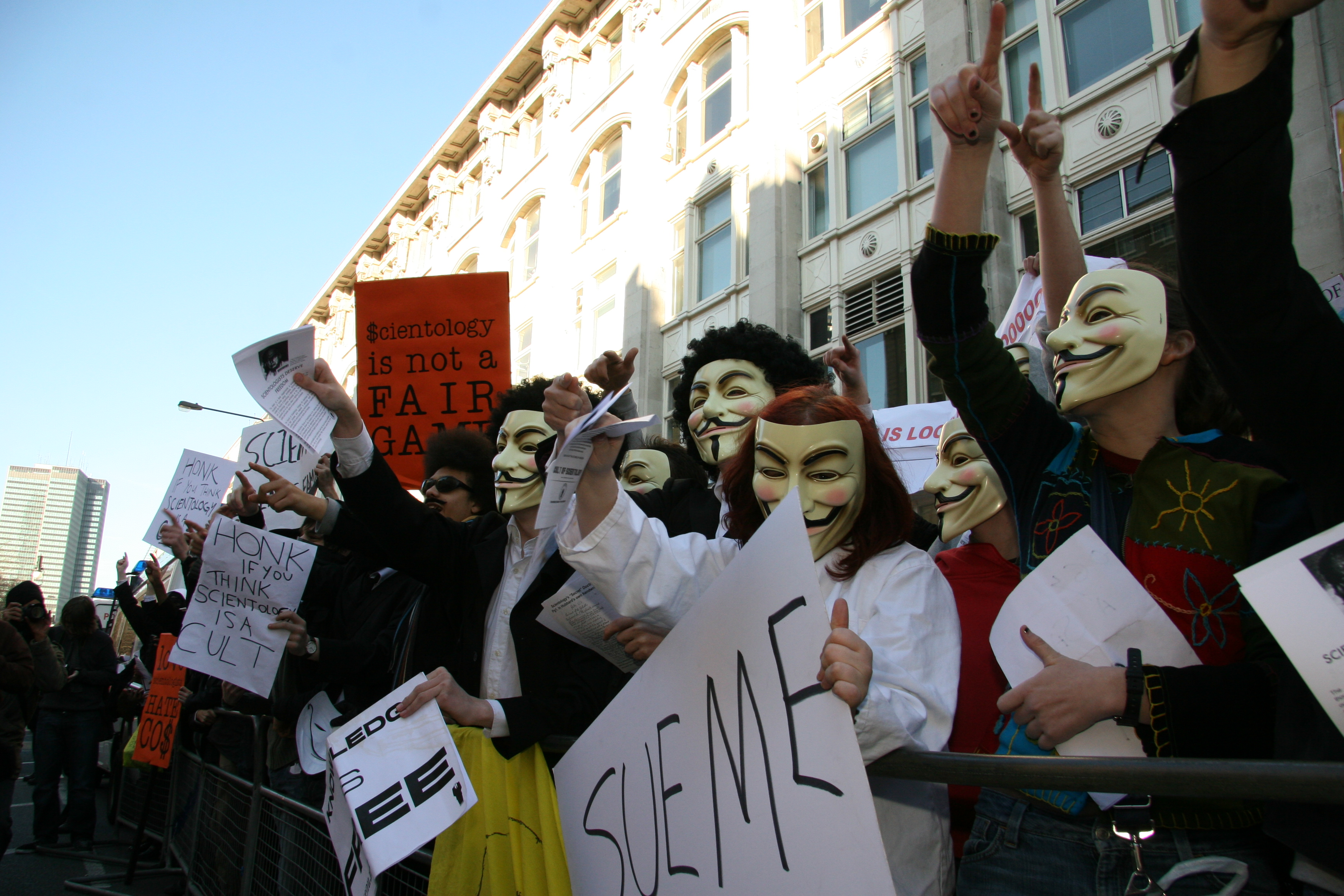
Manifestation Anonymous le 10 février 2008, à Londres.

Dans la vidéo postée le 21 janvier sur YouTube, Anonymous a annoncé que de nouvelles actions auraient lieu le 10 février, appelant les opposants de la scientologie à manifester devant les bâtiments de l'organisation partout dans le monde.
Le 10 février, date anniversaire de la mort de Lisa McPherson, une nouvelle vidéo est publiée par le même compte YouTube, expliquant les motivations de l'organisation Anonymous, et demandant à tous de passer à l'action (d'où le titre de la vidéo : (en) Call to action).
Les Anonymous demande à manifester avec un masque (de Guy Fawkes repris dans V pour Vendetta de préférence) si la législation locale le permet[source insuffisante]. Cette fois, ils ont pris soin de mentionner dans de nombreuses vidéos qu'ils ne manifestaient aucune intention de faire du mal, mais qu'ils exerçaient leur droit d'expression.
Ils ont aussi expliqué que les masques étaient simplement un moyen de se protéger de la politique de fair game (en) de la scientologie.
Ces manifestations pacifiques ont eu lieu dans plusieurs villes réparties dans le monde. Elles ont mobilisé localement environ 10 000 manifestants toutes villes confondues, sur quatorze pays et cinquante villes.

### Recensement des manifestations
| \| Ville \| États \| Pays \| effectif \| Min \| Max \| \| ---------------- \| ---------------------- \| ---------- \| ----------------------------------- \| --- \| ---- \| \| Adelaide \| Australie-Méridionale \| Australie \| 150[7],[8] \| 150 \| 150 \| \| Amsterdam \| \| Pays-Bas \| 50[9] \| 50 \| 50 \| \| Austin \| Texas \| États-Unis \| N/A[10],[11], 200[12] \| 200 \| 200 \| \| Birmingham \| \| Angleterre \| N/A[13] \| \| \| \| Boston \| Massachusetts \| États-Unis \| 50[14], 100[15],[16], 200[17] \| 50 \| 200 \| \| Bruxelles \| \| Belgique \| 20–30[18] \| 20 \| 30 \| \| Buffalo \| New York \| États-Unis \| N/A[19], 25[20] \| 25 \| 25 \| \| Clearwater \| Floride \| États-Unis \| N/A[21], 180[22],[23], 200[24] \| 180 \| 200 \| \| Dallas \| Texas \| États-Unis \| 100[25] \| 100 \| 100 \| \| Dublin \| \| Irlande \| 100[26] \| 100 \| 100 \| \| Édimbourg \| \| Écosse \| 30[27] \| 30 \| 30 \| \| Edmonton \| Alberta \| Canada \| 36[28] \| 36 \| 36 \| \| Farmington Hills \| Michigan \| États-Unis \| 30–100[29] \| 30 \| 100 \| \| Houston \| Texas \| États-Unis \| N/A[30],[31],[10] \| \| \| \| Kitchener \| Ontario \| Canada \| 20[32] \| 20 \| 20 \| \| Londres \| \| Angleterre \| 200[33],[34], 500[35], 500–1000[36] \| 200 \| 1000 \| \| Los Angeles \| Californie \| États-Unis \| N/A[37],[38] \| \| \| \| Melbourne \| Victoria \| Australie \| 200[8] \| 200 \| 200 \| \| Milwaukee \| Wisconsin \| États-Unis \| N/A[39] \| \| \| \| Montréal \| Québec \| Canada \| 50[40] \| 50 \| 50 \| \| New Haven \| Connecticut \| États-Unis \| 25[41] \| 25 \| 25 \| \| New York \| New York \| États-Unis \| 200–300[35] \| 200 \| 300 \| \| Oslo \| \| Norvège \| 40–50[42] \| 40 \| 50 \| \| Ottawa \| Ontario \| Canada \| 12[43] \| 12 \| 12 \| \| Philadelphie \| Pennsylvanie \| États-Unis \| N/A[44] \| \| \| \| Phoenix \| Arizona \| États-Unis \| 40[45], 60[46],[47] \| 40 \| 60 \| \| Pittsburgh \| Pennsylvanie \| États-Unis \| 40–50[48] \| 40 \| 50 \| \| Portland \| Oregon \| États-Unis \| N/A[49] \| \| \| \| Seattle \| Washington \| États-Unis \| N/A[50] \| \| \| \| Sydney \| Nouvelle-Galles du Sud \| Australie \| 150[51],[8],[33], 200[36] \| 150 \| 200 \| \| Toronto \| Ontario \| Canada \| 150[52], 200[53] \| 150 \| 200 \| \| Vancouver \| Colombie-Britannique \| Canada \| N/A[54] \| \| \| \| Winnipeg \| Manitoba \| Canada \| 50[55] \| 50 \| 50 \| |                        |            |                     |     |      |
| Note : N/A pas de chiffres |                        |            |                     |     |      |
| Ville | États                  | Pays       | effectif            | Min | Max  |
| Adelaide | Australie-Méridionale  | Australie  | 150,                | 150 | 150  |
| Amsterdam |                        | Pays-Bas   | 50                  | 50  | 50   |
| Austin | Texas                  | États-Unis | N/A,, 200           | 200 | 200  |
| Birmingham |                        | Angleterre | N/A                 |     |      |
| Boston | Massachusetts          | États-Unis | 50, 100,, 200       | 50  | 200  |
| Bruxelles |                        | Belgique   | 20–30               | 20  | 30   |
| Buffalo | New York               | États-Unis | N/A, 25             | 25  | 25   |
| Clearwater | Floride                | États-Unis | N/A, 180,, 200      | 180 | 200  |
| Dallas | Texas                  | États-Unis | 100                 | 100 | 100  |
| Dublin |                        | Irlande    | 100                 | 100 | 100  |
| Édimbourg |                        | Écosse     | 30                  | 30  | 30   |
| Edmonton | Alberta                | Canada     | 36                  | 36  | 36   |
| Farmington Hills | Michigan               | États-Unis | 30–100              | 30  | 100  |
| Houston | Texas                  | États-Unis | N/A,                |     |      |
| Kitchener | Ontario                | Canada     | 20                  | 20  | 20   |
| Londres |                        | Angleterre | 200,, 500, 500–1000 | 200 | 1000 |
| Los Angeles | Californie             | États-Unis | N/A,                |     |      |
| Melbourne | Victoria               | Australie  | 200                 | 200 | 200  |
| Milwaukee | Wisconsin              | États-Unis | N/A                 |     |      |
| Montréal | Québec                 | Canada     | 50                  | 50  | 50   |
| New Haven | Connecticut            | États-Unis | 25                  | 25  | 25   |
| New York | New York               | États-Unis | 200–300             | 200 | 300  |
| Oslo |                        | Norvège    | 40–50               | 40  | 50   |
| Ottawa | Ontario                | Canada     | 12                  | 12  | 12   |
| Philadelphie | Pennsylvanie           | États-Unis | N/A                 |     |      |
| Phoenix | Arizona                | États-Unis | 40, 60,             | 40  | 60   |
| Pittsburgh | Pennsylvanie           | États-Unis | 40–50               | 40  | 50   |
| Portland | Oregon                 | États-Unis | N/A                 |     |      |
| Seattle | Washington             | États-Unis | N/A                 |     |      |
| Sydney | Nouvelle-Galles du Sud | Australie  | 150,, 200           | 150 | 200  |
| Toronto | Ontario                | Canada     | 150, 200            | 150 | 200  |
| Vancouver | Colombie-Britannique   | Canada     | N/A                 |     |      |
| Winnipeg | Manitoba               | Canada     | 50                  | 50  | 50   |

## Suite du mouvement
Six mois plus tard, dans une nouvelle vidéo (Reclamation : Phase Three), les Anonymous dénoncent la récupération de leur mouvement et appellent à des actions plus subtiles et plus efficaces.